# Ett litet infall för ro skull
"Ett litet infall för ro skull" är en dikt av Johan Runius (1679–1713), där luffarlivet framställs som höjden av bekvämlighet, så när som på avsaknaden av kvinnor.